# كروب كلاش رويال
كروب بيع وشراء Clash Royale
انطلق كروب بيع وشراء Clash Royale كمكان مخصص لعشاق اللعبة اللي يحبون يتبادلون الحسابات، البطاقات، أو العناصر داخل اللعبة بطريقة آمنة وسريعة. الكروب يوفر مساحة لجميع اللاعبين سواء كانوا مبتدئين أو محترفين، ويهدف إلى تسهيل عملية البيع والشراء مع تقليل المخاطر.
أهداف الكروب:
تبادل الحسابات: بيع وشراء حسابات بمستويات مختلفة وبطاقات نادرة.
مناقشة الاستراتيجيات: اللاعبين يقدرون يشاركوا نصائح واستراتيجيات للارتقاء في اللعبة.
تسهيل الصفقات: وجود قوانين واضحة للتعامل يجعل الصفقات أكثر أماناً.
قوانين الكروب:
1. الالتزام بالاحترام المتبادل بين الأعضاء.
2. يمنع الاحتيال أو نشر روابط خارجية غير موثوقة.
3. يجب ذكر التفاصيل الدقيقة للحساب أو البطاقات المعروضة للبيع.
معلومات إضافية:
رابط الكروب: اضغط هنا للانضمام
المالك: أحمد
التواصل: عبر الحساب الرسمي ما @A_1y6
1. 1 2 3 4 5  ""الــــنــخــبـة" كلاش رويال". Telegram. اطلع عليه بتاريخ 2025-08-20.